# Missa brevis
Missa brevis (pl. missae breus) és la denominació en llatí per a "missa breu". Pot fer referència a algunes formes de la missa, des de les misses vieneses de Haydn i Mozart fins a la Missa baixa. Avui dia s'entén generalment per aquest terme com la música de la missa ordinària que no inclou el Credo i és un gènere popular de la música coral del segle xx.

## Estructura
El "Credo" s'omet amb freqüència, però aquests moviments poden ser inclosos:
- Kyrie
- Gloria
- Credo
- Sanctus i Benedictus
- Agnus Dei

## Exemples
Exemples coneguts de missa brevis són els de:
- Johann Sebastian Bach
- Richard Rodney Bennett: Missa Brevis (1990)
- Leonard Bernstein: Missa Brevis per a cor mixt i contratenor, amb percussió (1988)
- Mario Gosálvez Blanco: Missa Brevis per a cor, òrgan i corda
- Benjamin Britten: Missa brevis per a veus juvenils i òrgan (1959)
- Manuel Martínez Burgos: Missa Brevis per a cor mixt a vuit veus (2000)
- Lorenzo Ferrero: Missa Brevis per a cinc veus i dos sintetitzadors (1975)
- Josep Climent Barber: Missa brevis de Falles per a cor mixt i orgue (2009)
- Joseph Haydn: Missa brevis Sancti Joannis de Deo
- Michael Haydn: Missa Sancti Gabrielis
- Zoltán Kodály: Missa Brevis (1944)
- Antonio Massana: Missa brevis et facillima: tribus vocibus aequalibus concinenda (1964)
- Wolfgang Amadeus Mozart: (K. 49, K. 65, K. 192, K. 194, K. 220, K. 140, K 258, K. 259, K. 275, K. 232)
- Giovanni Pierluigi dona Palestrina: Missa brevis
- William Walton: Missa Brevis para doble cor mixt i òrgan